# Tourbière du Peuil
La tourbière du Peuil se situe dans la commune de Claix en Isère, laquelle se trouve à environ 30 minutes de la ville de Grenoble. À une altitude de 975 m, la tourbière du Peuil se trouve dans le massif du Vercors, plus précisément dans la barrière orientale du Vercors, au-dessous du Moucherotte, surplombant Grenoble.
La tourbière du Peuil est considérée comme la plus grande tourbière du Vercors. 

## Géographie
La tourbière du Peuil se trouve au-dessus de la ville de Claix, dans l'Isère, sous la barrière orientale du massif du Vercors, entre le Moucherotte (au nord) et le pic Saint-Michel (au sud). Elle est accessible par la route du Peuil, en partance au nord depuis le hameau du Cossey, et par le chemin de Savoyères, en partance au sud du hameau éponyme.

## Histoire

### Genèse de la tourbière
Au cours de son histoire la Terre a connu des glaciations. Ce sont des alternations de périodes où les températures sont en moyenne basses, puis de fortes précipitations surviennent. Durant ces périodes, différentes parties de la Terre sont englacées et les calottes glaciaires sont de taille importante. 

Au-dessus du plateau du Peuil se trouve le plateau des Ramées qui à l'époque a supporté des calottes glaciaires. En effet, le plateau a tout d'abord supporté le glacier du Riss il y a environ 200 000 ans.Ce glacier étant bien trop lourd pour le plateau des Ramées, il s'est effondré sur le plateau du Peuil. Par ailleurs, le glacier de l'Isère (sa présence remonte à la dernière époque glaciaire) s'appuyait contre le versant. Le premier glacier (Riss) montait très haut, jusqu'en haut de la falaise, et le deuxième glacier (celui de l'Isère) montait moins haut. Avant la fonte des deux glaciers, l'endroit actuel de la tourbière du Peuil n'était qu'une simple pente. La fonte du premier glacier a entrainé une chute de rochers qui ont constitué une première étape à l'aplanissement du terrain, puis la fonte du deuxième glacier a resserré et lié les rochers tombés antérieurement.   

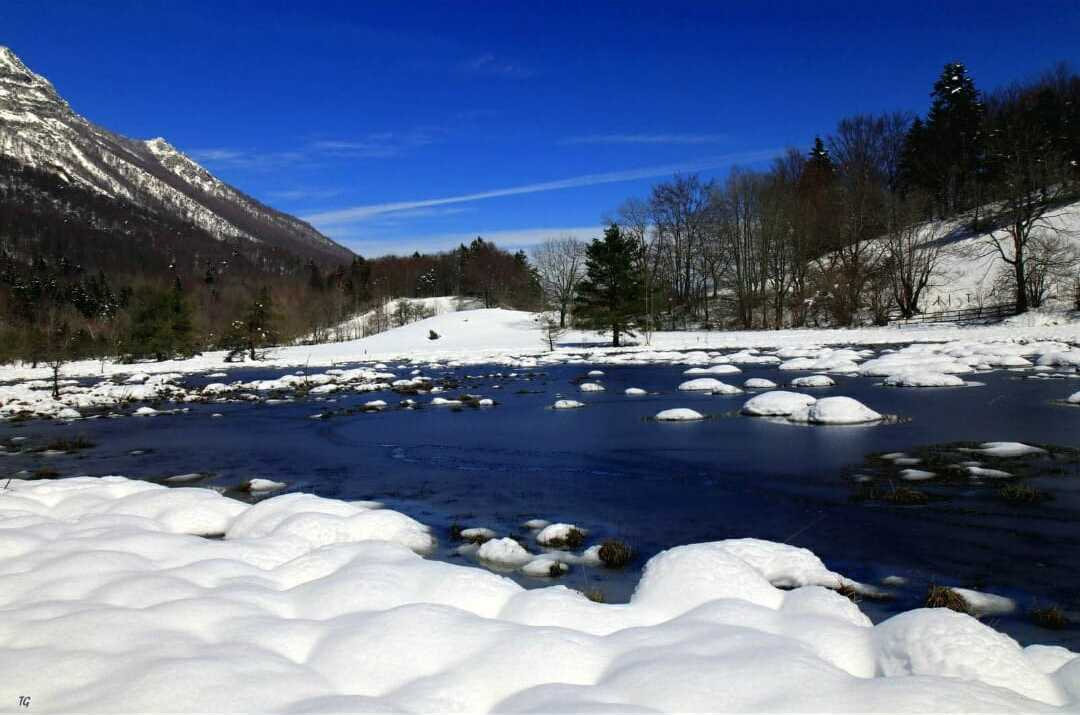
Tourbière du Peuil en hiver, Claix.

La fonte des glaciers a entrainé une imperméabilité des sols au Peuil. Cette imperméabilité a formé un lac qui a donné naissance à la tourbière du Peuil.  

### Activités humaines
Le paysage de la tourbière du Peuil a été façonné par son histoire géologique mais aussi par les activités humaines qui se sont succédé sur le plateau :

#### L'abri sous roche
En 2016, des fouilles archéologiques ont découvert des silex sous un gros rocher de la tourbière. Ces fouilles confirment que ce bloc rocheux servait d'abri provisoire aux chasseurs du Paléolithique contre le froid, leur permettant de bivouaquer et de fabriquer leurs armes.

#### Les charbonnières
Au sol, de part et d'autre des chemins de la tourbière du Peuil, sont visibles les traces noires d'anciennes charbonnières. Le hêtre au XIXe siècle, puis le sapin au XXe siècle, ont été utilisés par les charbonniers pour fabriquer du charbon.

#### Le pâturage
La prairies du Peuil sont entretenues et utilisées depuis trois générations par une famille de paysans éleveurs. Dans les années 50, c'est un troupeau de bovins qui paissait au Peuil. Aujourd'hui brebis grivettes (race endémiques iséroise) et noires du Velay pâturent chaque été au Peuil. Les prairies abritent 60 espèces végétales dont des orchidées moucheron, centaurée et brûlé.

### Mobilisation contre le champ de tir du Peuil
En décembre 1974, une partie des Claixois s'organise et se mobilise contre l'installation d'un champ de tir militaire dans la tourbière. À l'aide de tracteurs et de voitures, les deux accès à la tourbière sont bloqués aux militaires par des barrages. Après de nombreuses manifestations de protestation, en septembre 1975, le plateau est bouclé par les forces de l'ordre et militaires. Mis face au fait accompli, le conseil municipal de Claix remet sa démission au préfet, et les Claixois organisent de nouvelles manifestations. Le 7 juillet 1976, le préfet fait savoir au maire de Claix que le champ de tirs ne sera finalement pas installé à Claix et restera à Echirolles, Comboire. Un panneau est aujourd'hui encore présent sur la route de la tourbière en mémoire du barrage construit lors de cet évènement.

## Patrimoine naturel

### Espace naturel sensible (ENS)
La tourbière du Peuil est classée comme Espace Naturel Sensible (ENS). Un ENS est une notion du code de l'urbanisme (lui-même cité dans le code de l'environnement) : les ENS sont définis comme tels dès lors que les départements le décident. Un espace naturel sensible est une politique de protection pour les espaces reconnus comme ayant besoin d'être protégés.   
Les départements sont donc les propriétaires de ces ENS et mettent en place les politiques de protection ; la tourbière du Peuil appartient au département de l'Isère qui a développé un réseau d'ENS constitué de 17 sites départementaux.     
L'ENS du Peuil est un lieu propice pour la pédagogie, et c'est d'ailleurs dans cette optique là que le département de l'Isère, propriétaire de la tourbière, a décidé de rénover la ferme du Peuil afin d'en faire un lieu pédagogique destiné à accueillir tous les publics et en grande partie les sorties scolaires des collégiens ainsi que des primaires. L'objectif est de permettre aux enfants de découvrir la tourbière et d'étendre leurs connaissances de façon ludique même lorsque les conditions météorologiques ne permettent pas de se promener dans la tourbière. Fournir une éducation à l'environnement est un point important aux yeux du département.  
Ainsi, la ferme du Peuil est dorénavant composée de deux salles, une destinée aux expositions et une autre consacrée aux scolaires. La ferme est également équipée d'un logement pour le berger.     

### Analyse pollinique
Les carottages permettent de prélever des sédiments. Ceux-ci contiennent des pollens qui permettent de découvrir la flore présente à l'époque, et par la suite de déduire grâce à la flore quel type de climat il y avait à l'époque, ainsi que de retracer l'évolution et donc l'histoire de la végétation. Les carottages se font dans des tourbières d'anciens lacs comme celui du Peuil.  
Des carottages ont été réalisés dans les différentes couches du sol de la tourbière du Peuil. Ceux-ci ont révélé la présence de pollen témoignant eux-mêmes de la présence de différentes flores. Parmi celles-ci et sur les couches les plus récentes, on peut observer des traces de céréales. Ces traces sont un signe que les gaulois étaient venus habiter sur le plateau et avaient cultivé des céréales. À l’époque, la vallée n’était pas en bon état car les glaciers et les eaux se trouvant en amont avaient fondu et étaient descendus dans la vallée.  
À ce jour, la tourbière du Peuil représente le seul espace dans le Vercors permettant de retracer l'histoire de la végétation sur quinze millénaires. 

### Faune et flore
La tourbière du Peuil compte parmi les rares zones humides du massif du Vercors, de plus son écosystème est très dense : le site est intéressant pour différents critères (écologique - faunistique - amphibiens - mammifères - insectes - floristique - phanérogames).     
Parmi les espèces végétales se trouvent le Rossolis à feuilles rondes, une des espèces les plus remarquables du site. Divers amphibiens viennent également dans la zone lors de la période de reproduction au printemps. Nous pouvons aussi y trouver des libellules, comme le Sympétrum à ailes jaunes. La tourbière abrite d'ailleurs la plus remarquable population identifiée dans le département isérois.